# Q (Star Trek)
Q is een personage uit de sciencefictionserie Star Trek. Q deed zijn intrede in de eerste aflevering van Star Trek: The Next Generation, gespeeld door John de Lancie. Hij en zijn soortgenoten zijn later te zien in andere afleveringen van die serie maar ook in Deep Space Nine en Voyager.
Q is één individu van de Q, een onsterfelijk en bovennatuurlijke soort die buitengewone krachten bezit. Zo kunnen zij door de tijd reizen en ieder voorwerp op elk moment scheppen of laten verdwijnen, inclusief mensen. De Q verblijven voor het grootste deel in hun eigen domein, het Q Continuum, een alternatieve realiteit buiten onze eigen realiteit.
Q wordt meestal neergezet als een kinderlijke "grappenmaker" die de bemanning teistert met soms fatale gevolgen. Jean-Luc Picard is het favoriete doelwit van Q.
Q werd vernoemd naar een vriend van Gene Roddenberry, Janet Quarton.

## Trivia
Het karakter Twist (Engels: Discord), een draakachtige geest van Chaos en Disharmonie, uit de tekenfilmserie My Little Pony: Vriendschap is Betoverend, is gebaseerd op het karakter Q. In de Engelstalige versie van de serie, wordt Discord ingesproken door dezelfde acteur als Q: John de Lancie.